# Pimelea erecta
Pimelea erecta är en tibastväxtart som beskrevs av B.L. Rye. Pimelea erecta ingår i släktet Pimelea och familjen tibastväxter. Inga underarter finns listade i Catalogue of Life.